# Archiinocellia oligoneura
Archiinocellia oligoneura là một loài côn trùng trong họ Incertae Sedis (Raphidioptera) thuộc bộ Raphidioptera. Loài này được Handlirsch miêu tả năm 1910.